# Juglans australis
Juglans australis är en valnötsväxtart som beskrevs av August Heinrich Rudolf Grisebach. Juglans australis ingår i släktet valnötter, och familjen valnötsväxter. Inga underarter finns listade i Catalogue of Life.
Arten förekommer i nordvästra Argentina i provinserna Tucumán, Salta samt Jujuy och i Bolivia. Växten ingår i fuktiga bergsskogar.
I Bolivia sker intensivt skogabruk. IUCN listar arten som nära hotad (NT).